# Robert Simson

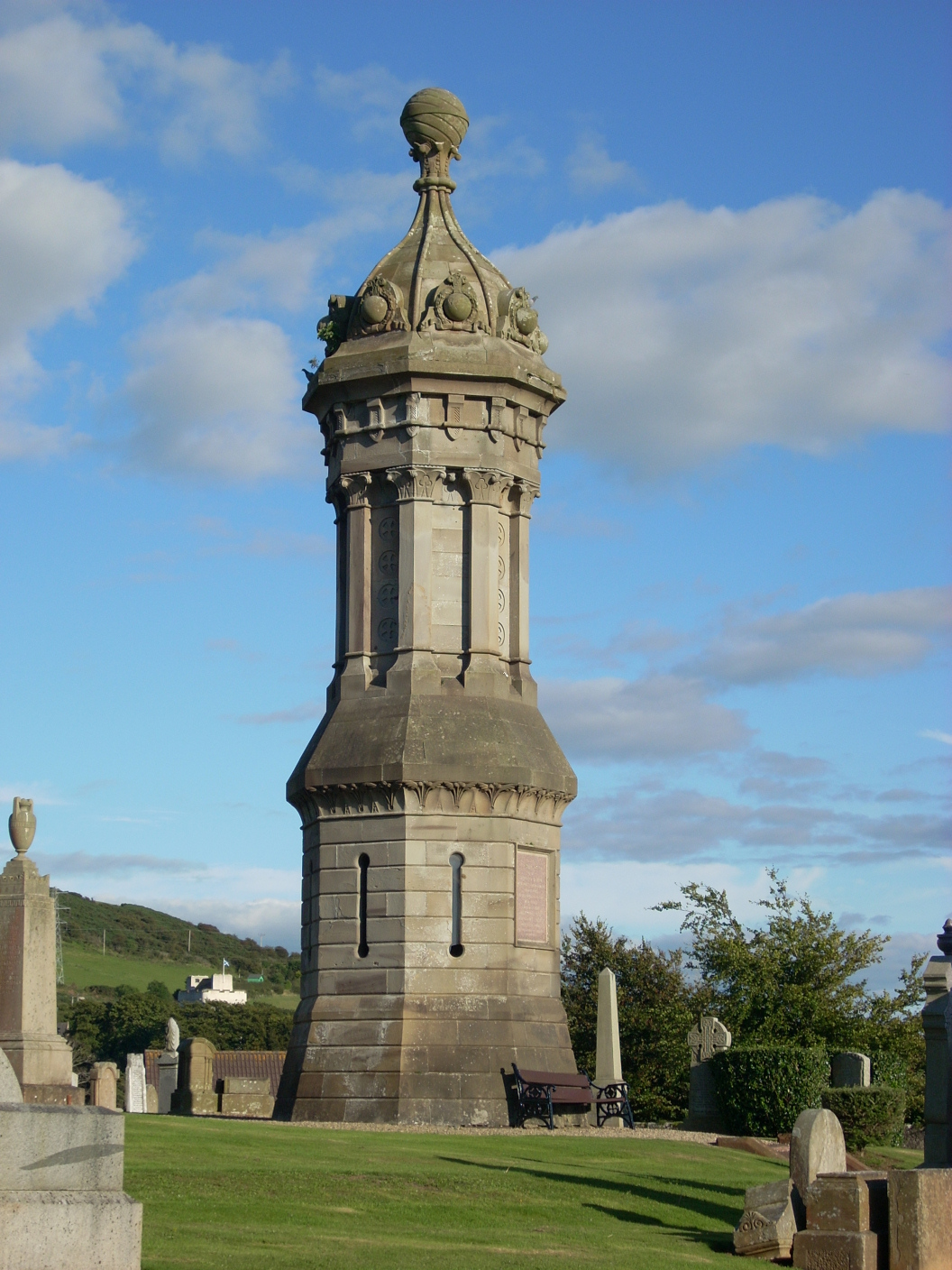
Tưởng đài đặt ở nghĩa trang West Kilbride để tưởng nhớ Robert Simson.

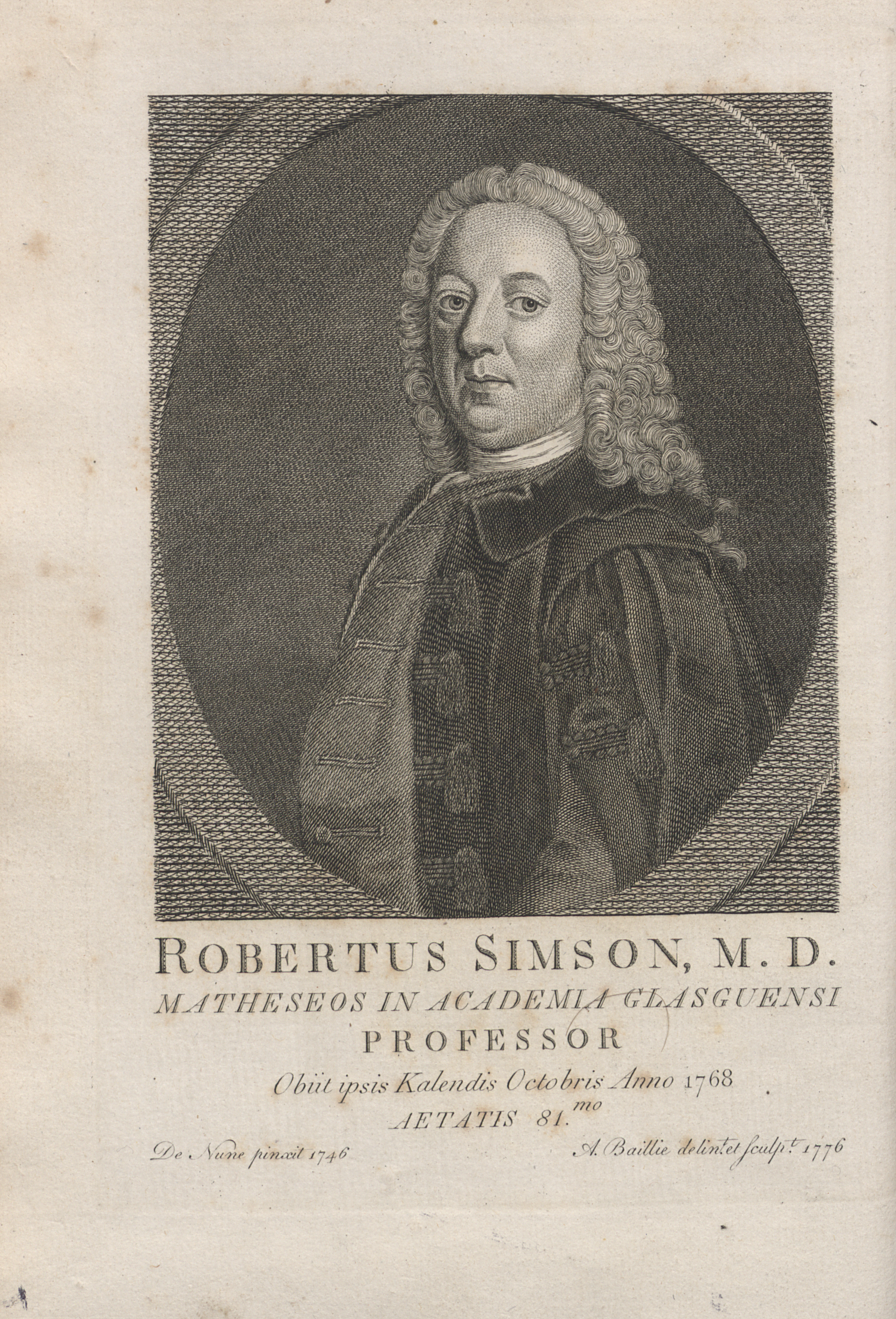
Opera quaedam reliqua, 1776

Robert Simson (14 tháng 10 năm 1687 – 1 tháng 10 năm 1768) là một nhà toán học người Anh và giáo sư toán học của đại học Glasgow.
Là con cả của John Simson vùng Kirktonhall, West Kilbride, Ayrshire, Robert Simson dự định làm việc cho nhà thờ nhưng tư tưởng của ông lại rẽ hướng sang toán học.
Khi cơ hội làm giáo sư toán học của đại học Glasgow rộng mở, Simson quyết định đến London để học cao hơn. Sau một năm ở London, ông trở lại Glasgow. Năm 1711, ông được bổ nhiệm làm giáo sư toán học ở trường đại học Glasgow cho đến năm 1761.
Cống hiến của ông cho toán học phần lớn là hình học. Tên của đường thẳng đi qua chân các đường cao hạ từ một điểm bất kì trên một đường tròn ngoại tiếp một tam giác xuống ba cạnh của tam giác đó được gọi là đường thẳng Simson ứng với điểm trên đường tròn đó.